# Geschichte der tibetischen Astronomie

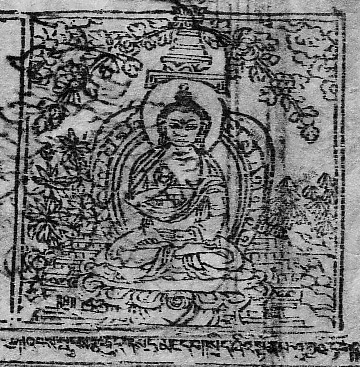
Buddha als Verkünder der Kālacakra-Lehren, der Lehren vom Rad der Zeit

Die Geschichte der tibetischen Astronomie ist die Darstellung der Entwicklung einer im historischen Tibet verbreiteten Wissenschaft (tib.: rig gnas; „Ort des Wissens“) über den Aufbau der Erde und des Weltalls, über die Errechnung der Struktur und der Bestandteile des tibetischen astronomischen Kalenders, über die Berechnung der Bewegung der in Tibet bekannten zehn Planeten einschließlich Sonne und Mond sowie des Kometen Encke und über die Berechnung von Sonnen- und Mondfinsternissen. Durchgeführt wurden die astronomischen Berechnungen mit dem tibetischen Sandabakus.
Die Tibetische Astronomie ist indischen Ursprungs, da sie auf den astronomischen Lehren des ersten Kapitels des Kalachakra beruht, eines indischen tantrischen Lehrtexts, dessen Sanskrit-Textversion nicht vor 1027 entstanden sein kann und der in der 2. Hälfte des 11. Jahrhunderts erstmals ins Tibetische übersetzt wurde.

## Ursprung nach mythologischer buddhistischer Tradition

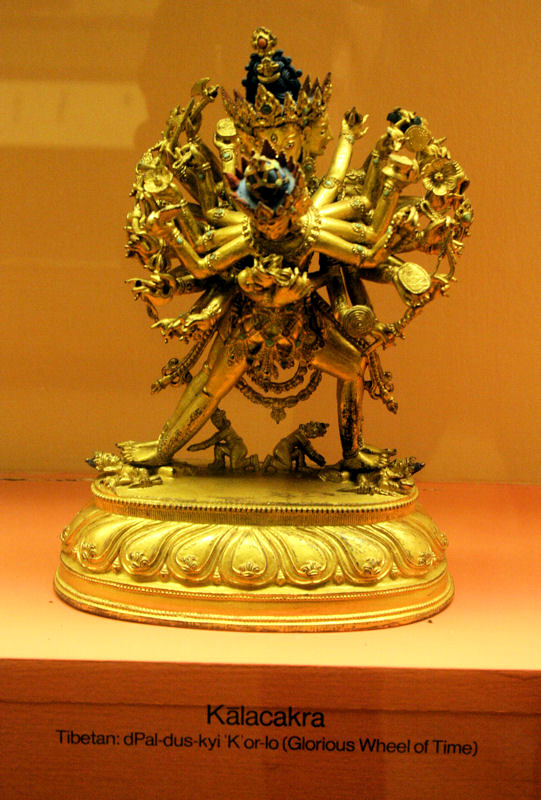
Die tantrische Gottheit vom Rad der Zeit

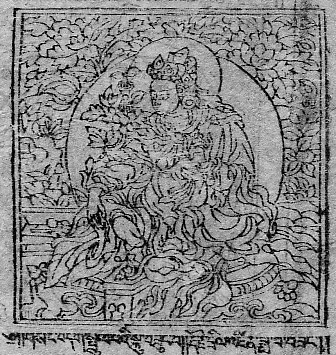
Sucandra, König von Shambhala, empfängt die Kālacakra-Unterweisungen

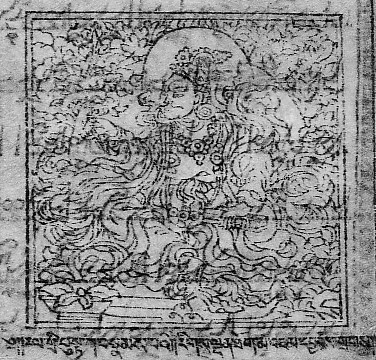
Jamyang Drag, König von Shambhala und Verfasser des Kālacakratantra

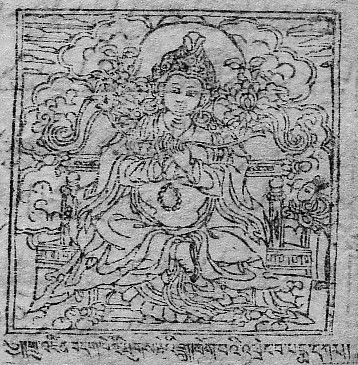
Pema Karpo, König von Shambhala und Verfasser des Kommentarwerks Vimalaprabhā

Nach tibetischer Überlieferung wurde das tantrische Lehrsystem Kālacakra, „Rad der Zeit“, vom
historischen Buddha kurz vor oder nach seinem Tod an dem südindischen Stūpa von Dhānyakaṭaka vor einer mythischen Zuhörerschaft auf Bitten von Sucandra (tib.: zla ba bzang po), einem König des sagenhaften Königreiches Shambhala, gelehrt. Sucandra soll diese Lehren in einem 12.000 Verse umfassenden, Wurzel-Tantra (Mūlatantra) genannten Werk niedergeschrieben haben. Das von Sucandra verfasste Wurzel-Tantra soll jedoch, bis auf einige Zitate in späteren Werken, verloren gegangen sein.
Der für die Entwicklung der tibetischen Astronomie maßgebliche Text ist das erste Kapitel des als Kālacakratantra bekannten Werkes, das einem anderen mythischen König von Shambhala, nämlich Jamyang Dragpa (tib.: 'jam dbyangs grags pa), zugeschrieben wird und eine verkürzte Version des verlorengegangenen Wurzel-Tantra sein soll. Der tibetische Titel dieses Werkes lautet: mChog gi dang po sangs rgyas las phyung ba rgyud kyi rgyal-po dus kyi 'khor lo („Der von Buddha, dem ersten der Allerhöchsten, offenbarte König der Tantras, das Rad der Zeit“).
Das erste Kapitel dieses Werkes enthält eine Beschreibung der Kosmografie und der Durchführung astronomischer Berechnungen, wie sie in zahlreichen praktischen Rechenbüchern der indischen Astronomie und Kalenderrechnung üblicherweise dargestellt werden. In Sanskrit werden solche Rechenbücher Karaņa bzw. später im Tibetischen byed rtsis („Praktisches Rechnen“) genannt.
Die verwendeten Rechengrößen zur Erleichterung der praktischen Durchführung der Rechnungen sind in solch einem Werk verkürzt bzw. aufgerundet. So wird beispielsweise zur Vereinfachung der Rechnungen mit weniger Zahlen hinter dem Komma gerechnet als exakt erforderlich wäre. Die praktischen Rechenbücher sind vor dem Hintergrund großer systematischer indischer Abhandlungen über astronomische Rechnungen entstanden die Siddhānta genannt werden, und in denen mit komplizierteren Zahlenwerten und langen Zeitperioden gerechnet wird. Für den täglichen Gebrauch wurde dies nicht als notwendig erachtet.
Aus Sicht der Wissenschaftsgeschichte der indischen Astronomie hat der astronomische Inhalt des Kālacakratantra deshalb keine herausragende Bedeutung. Das erste Kapitel des Kālacakratantra diente jedoch dazu, einen Großteil des sehr weit entwickelten astronomischen Wissens der Inder nach Tibet zu exportieren, wo es mit der Bewertung, autoritative Verkündung des historischen Buddha zu sein, eine hohe Wertschätzung und eine eigentümliche Weiterentwicklung erfuhr.
Astrologische Inhalte finden sich im ersten Kapitel des Kālacakratantra so gut wie gar nicht.
Von großer Bedeutung für die Entwicklung der tibetischen Astronomie war das Kommentarwerk Vimalaprabhā („Makelloser Glanz“) zum Kālacakratantra, das ebenfalls einem mythischen König von Shambhala, nämlich Pema Karpo (tib.: padma dkar po), dem Nachfolger Jamyang Dragpas, zugeschrieben wurde.
Dieses Kommentarwerk enthält zahlreiche Zitate aus dem Wurzel-Tantra, die für die spätere Entwicklung der tibetischen Astronomie bedeutsam waren. Dem Verfasser der Vimalaprabhā sind folgenschwere Fehleinschätzungen bei der Kommentierung zuzuschreiben, die aus einer offenkundigen Unkenntnis des Verhältnisses von Karaņa- und Siddhānta Werken der indischen Astronomie resultierten. So findet sich in der Vimalaprabhā der Hinweis, Ungläubige hätten die im Wurzel-Tantra enthaltene wahre, vom Buddha gelehrte Astronomie in böswilliger Absicht verfälscht und diese Verfälschungen im ersten Kapitel des Kālacakratantra verbreitet.
Diese Hinweise sowie die Angabe einiger für korrekt gehaltener abweichender Werte aus dem Wurzel-Tantra, waren ein wesentlicher Antrieb für die Entwicklung der tibetischen Astronomie, die sich letztendlich als 'Rekonstruktion der wahren, von Buddha gelehrten Siddhānta-Astronomie' verstand und im Tibetischen als Grub rtsis bezeichnet wurde.
Die Vimalaprabhā stellt insbesondere zwei Werte heraus, die für die Astronomie des Wurzel-Tantra wesentlich gewesen sein sollen. Der eine Wert ist der Faktor zur Umrechnung der Länge eines mittleren solaren Monats bzw. eines mittleren Zodiak-Tages in mittlere lunare Monate bzw. mittlere lunare Tage, der mit
A = {\displaystyle 1+{\frac {2}{65}}={\frac {67}{65}}}
angegeben werden kann. Dieser Wert besagt, dass 67 mittleren synodischen bzw. lunaren Monaten 65 solare Monate entsprechen.
Der zweite Umrechnungsfaktor betrifft das Verhältnis der zeitlichen Länge eines mittleren lunaren Tages zu der zeitlichen Länge eines natürlichen Tages. Hiernach entspricht einem mittleren lunaren Tag
B = {\displaystyle 1-{\frac {1+{\frac {1}{707}}}{64}}}
natürliche Tage.

## Übersetzung ins Tibetische

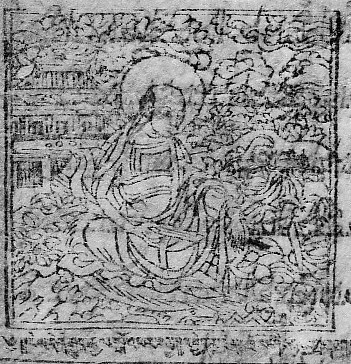
Drolo Sherab Drag

Das Kālacakratantra wie auch die Vimalaprabhā stammen in ihrer vorliegenden Fassung aus dem 11. Jahrhundert. Beide Werke wurden in der zweiten Hälfte des 11. Jahrhunderts von dem indischen Gelehrten Somanātha und dem tibetischen Übersetzer Drolo Sherab Drag (tib.: 'bro lo shes-rab grags) ins Tibetische übersetzt.

## Anfänge der Herausbildung einer eigenen Wissenschaft der Astronomie in Tibet (12. Jahrhundert und Beginn des 13. Jahrhunderts)

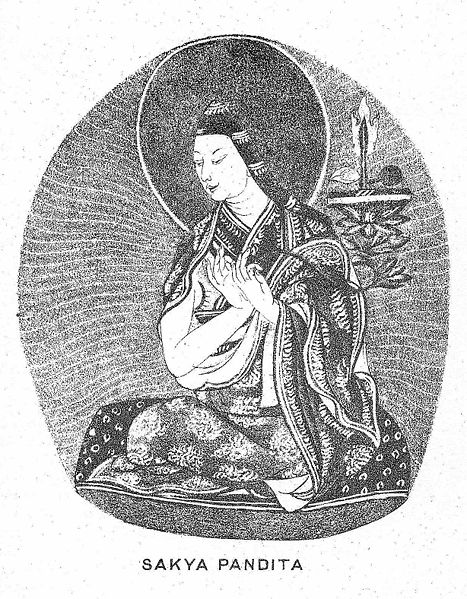
Sakya Paṇḍita, Schüler des Śākyaśrībhadra. Er war einer der ersten tibetischen Gelehrten, die eine gründliche praktische Ausbildung in Astronomie absolvierten.

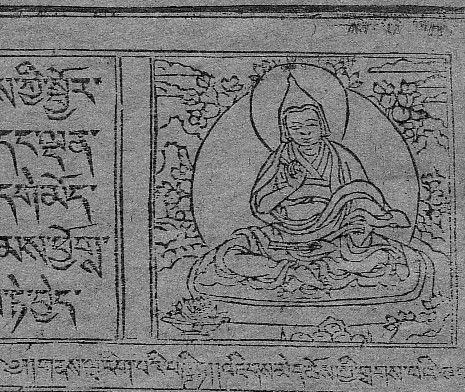
Nyinphugpa Chökyi Dragpa, tibetischer Übersetzer des Kālacakrāvatāra

Die Überlieferung indischen astronomischen Wissens im Rahmen des tantrischen Meditationszyklus Kālacakratantra nach Tibet hatte zunächst weder irgendeine Bedeutung für den tibetischen Kalender noch bewirkte sie eine nennenswerte Beschäftigung von Tibetern mit Fragen der komplizierten Berechnungen der indischen Astronomie. Hierzu bedurfte es der Herauslösung des astronomischen Wissens aus dem Tantrazyklus Kālacakra und der Darstellung in eigenen astronomischen Texten.
Diese Aufgabe übernahmen im 11. und zu Beginn des 12. Jahrhunderts wiederum zwei an der Astronomie interessierte indische buddhistische Gelehrte, die in Tibet an der Verbreitung des Buddhismus mitwirkten.
Der erste dieser beiden Gelehrten war Abhayākaragupta (1084–1130), in Tibet unter dem Namen Lobpön („Lehrmeister“) Abhaya bekannt, der unter dem Titel Kālacakrāvatāra die astronomischen Inhalte des Kālacakratantra in einer eigenständigen Abhandlung darstellte und anschließend an der Übersetzung dieses Werkes ins Tibetische durch den Nyinphugpa Chökyi Dragpa (tib.: nyin phug pa chos kyi grags pa) (1094–1186) mitwirkte.
Der zweite dieser beiden Gelehrten war der berühmte kaschmirische Gelehrte Śākyaśrībhadra (1127–1225), der drei auf den Lehren des Kālacakratantra basierende Schriften zur Astronomie verfasste, in denen er die Kalenderrechnung, die Berechnung der Sonnen- und Mondfinsternisse und der Bewegung der fünf Planeten Merkur, Mars, Venus, Jupiter und Saturn behandelte. Śakyaśrībhadra besuchte Tibet im Jahre 1204 und hielt sich dort bis 1214 auf.
Er wurde einer der herausragenden Lehrer des Sakya Paṇḍita Künga Gyeltshen (1182–1251). Aus der Biographie Sakya Paṇḍita Künga Gyeltshens ist zu entnehmen, dass er eine gründliche praktische Ausbildung zur Kalenderrechnung und Astronomie des Kālacakratantra absolviert hat. Er war somit der erste der Sakya-Hierarchen, von dem wir wissen, dass er eine solche Ausbildung erhalten hatte.
Zu dieser Ausbildung gehörte unter anderem die praktische Durchführung der Addition, Subtraktion, Division und Multiplikation mittels des Sandabakus, die Berechnung der fünf Komponenten der Kalenderrechnung, die Berechnung von Sonnen- und Mondfinsternissen, der Längen der 5 Planeten und der Position des Kometen Encke. Eigene Beiträge zur tibetischen Astronomie und Kalenderrechnung wurden von Sakya Paṇḍita nicht verfasst.

## Erste astronomische Lehrbücher tibetischer Autoren (2. Hälfte des 13. Jahrhunderts)

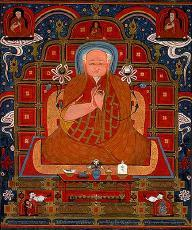
Chögyel Phagpa, einer der ersten tibetischen Verfasser autochthoner tibetischer Schriften zur Astronomie und Kalenderrechnung.

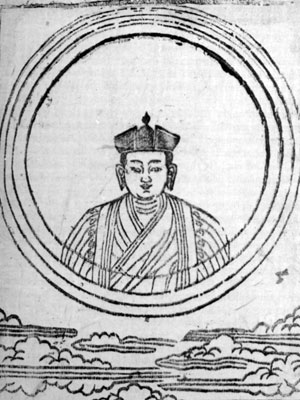
Karmapa Rangjung Dorje, er verfasste 1318 sein erstes Lehrbuch zur tibetischen Astronomie.

Angesichts des zunehmenden Interesses an der rechnenden Astronomie entstanden bald erste Lehrbücher tibetischer Autoren zu diesem Thema. Der erste tibetische Autor, von dem uns solche Schriften vorliegen, war der berühmte tibetische Geistliche Chögyel Phagpa (1235–1280).
Chögyel Phagpa verfasste neun Abhandlungen zur Kalenderrechnung und Astronomie. In allen Fällen handelt es sich hierbei um praktische Rechenbücher. Die Abhandlungen Chögyel Phagpas sind die ältesten der uns bisher bekannten Darstellungen der Kālacakra-Astronomie in tibetischer Sprache, die keine Übersetzungen aus dem Indischen darstellen. Inhaltlich folgt Chögyel Phagpa noch weitgehend den Darlegungen des Kālacakratantra.
Der auf dem Kālacakratantra basierende Kalender wurde durch ihn in Tibet eingeführt und als der maßgebliche, von Buddha gelehrte Kalender etabliert. Insofern legte Chögyel Phagpa politisch die Basis für die spätere eigenständige Entwicklung der tibetischen Astronomie und Kalenderrechnung.
Ein weiterer bedeutender Geistlicher, der zur Verbreitung des astronomischen Wissens in Tibet beitrug, ist der 3. Karmapa Rangjung Dorje (1284–1339). Rangjung Dorje verfasste 1318 das erste von zwei Lehrbüchern, die die Astronomie und Kalenderrechnung sowie die Astrologie behandeln.
Auch die Lehrbücher des Rangjung Dorje sind praktische Rechenbücher, die voll in der Tradition des Kālacakratantra stehen und somit wissenschaftsgeschichtlich im Vergleich zu den Werken von Chögyel Phagpa bis auf eine Ausnahme wenig Neues bieten. Auf ca. 4 ½ Seiten erläutert er rechnerisch verkürzte Berechnungen zu der mittleren Bewegung von Sonne, Mond, der Planeten und der Mondknoten. Dies ist der früheste bisher bekannt gewordene Versuch, die Umlaufzeiten dieser Himmelskörper bzw. die mittlere Veränderung ihrer ekliptikalen Längen pro bestimmter Zeiteinheit zu berechnen. Außerdem etablierte er mit seinen beiden Abhandlungen die Kālacakra-Astronomie und Kalenderrechnung in der Kagyü-Schule. Zur inhaltlichen Weiterentwicklung der tibetischen Astronomie, leistete er noch keinen nennenswerten Beitrag.

## Kommentierung der Programmtexte der praktischen Rechenbücher (14. Jahrhundert)

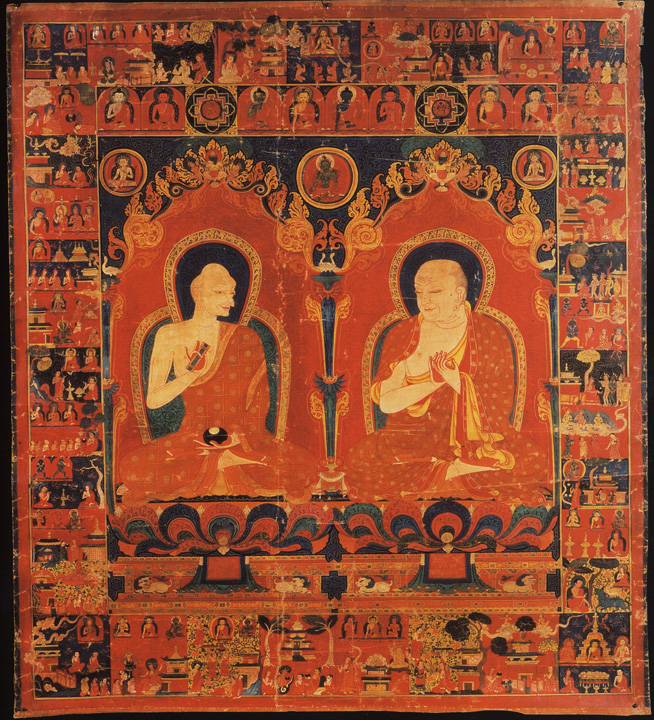
Butön Rinchen Drub (links), der große Kommentator zur tibetischen Astronomie

Die praktischen, in Versen geschriebenen Rechenbücher der sich in Tibet allmählich ausbreitenden Astronomie waren allesamt Programmtexte mit Rechenanweisungen für den Sandabakus, die kaum Erklärungen darüber abgaben, was eigentlich warum berechnet wurde. Hierzu bedurfte es bis zum Beginn des 14. Jahrhunderts der mündlichen Unterweisung eines Lehrers. Dies änderte sich auch für die Darstellungen in den späteren praktischen Rechenbüchern bis in die Neuzeit nicht. Um die Problematik deutlich zu machen, wird im Folgenden der im Zusammenhang mit den Rechnungen mit dem Sandabakus vorgestellte Programmtext noch einmal erläutert, wobei die interpretierenden Begriffe aus der Astronomie durch die wörtliche Bedeutung der tibetischen Bezeichnungen ersetzt wurden:
"(1.) Platziere die „reine Monatszahl“ auf fünf Stellen.
(2.) Von oben multipliziere nacheinander mit „Auge“ (2), „Himmelsrichtung“ (10), „Schlangengott Sinnesorgan“ (58), „Körper“ (1), „Mond Planet“ (17).
(3.) Von oben addiere nacheinander „Sosein“ (25), „Schatz“ (8), „Null Körper“ (10), „Veden“ (4), „Zähne“ (32).
(4.) Nach oben Umrechnung durch die Stellenwerte „Berg Geschmack“ (67), „Jahreszeit“ (6), „Himmel Geschmack“ (60), „Null Zwischenhimmelsrichtung“ (60), „Rad“ (27).
(5.) Der Rest, nach Löschen der höchsten Stelle, ist die mittlere Sonne."
Dem tibetischen Schüler der Astronomie wurde von seinem Lehrer mündlich erklärt, was „reine Monatzahl“, nämlich die Zahl der zuvor errechneten vergangenen synodischen Monate, oder was „mittlere Sonne“, nämlich „mittlere Länger der Sonne am Ende des betreffenden synodischen Monats“, bedeutet, in den praktischen Rechenbüchern findet sich dazu aber keine Erklärung. Das Gleiche gilt für die Bedeutung der Zahlengrößen, die nach der obigen Rechenvorschrift zu addieren oder zu multiplizieren sind.
Die erste umfassende Erklärung der astronomischen Inhalte der astronomischen Rechenbücher lieferte einer der bekanntesten Gelehrten des tibetischen Mittelalters, nämlich Butön Rinchen Drub. Butön verfasste mehrere Werke zur Astronomie und Kalenderrechnung.
Hervorzuheben ist insbesondere das erste große in Prosa geschriebene Kommentarwerk zur Kālacakra-Astronomie und Kalenderrechnung mit dem Titel „Lehrbuch über die Kalkulationen des Kālacakra, etwas, das die Gelehrten erfreut“ (tib.: dpal dus kyi 'khor lo'i rtsis kyi bstan bcos mkhas pa rnams dga' bar byed pa) welches er am 14. November 1326 fertigstellte.
Mit diesem Werk, das 244 Seiten umfasst, liegt die erste bisher bekannt gewordene Abhandlung zur Astronomie und Kalenderrechnung vor, die nicht die bloße Form eines praktischen Rechenbuches hat, sondern in großem Umfang versucht, den Sinn der durchzuführenden Rechenoperationen zu erklären. Insofern war Butöns Werk bahnbrechend für die systematische Entwicklung der Tibetischen Astronomie und der tibetischen Kalenderrechnung.
Butön waren die zahlenmäßigen Verkürzungen im Kālacakratantra und deren Deutung als böswillige Verfälschungen durch die Vimalaprabhā sehr gut bekannt. Entsprechend finden sich bei ihm auch erste Versuche, in Anlehnung an die übermittelten sogenannten „wahren Werte“ neue Rechnungsmethoden einzuführen. Gelungen ist ihm dies letztendlich nicht, da er die mathematischen Schwierigkeiten der entsprechenden arithmetischen Rechnungen mit dem Sandabakus nicht lösen konnte.

## Die Entstehung der Phug-pa Schule der tibetischen Astronomie (15. Jahrhundert)

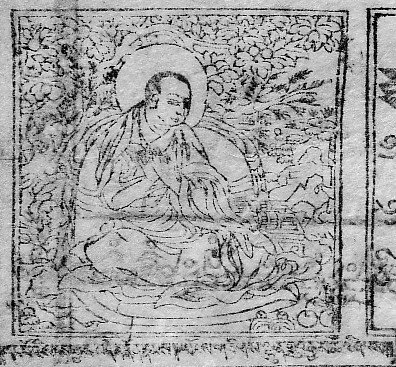
Der Astronom Phugpa Lhündrub Gyatsho (1. Hälfte des 15. Jahrhunderts)

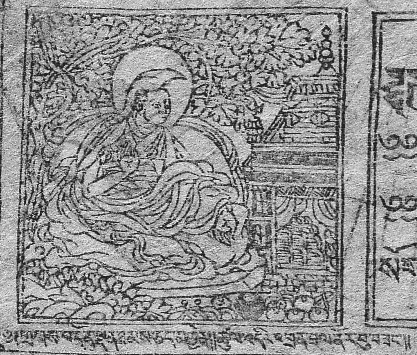
Der Astronom Norsang Gyatsho (2. Hälfte des 15. Jahrhunderts)

Das 15. Jahrhundert war für die Entwicklung der tibetischen Astronomie ein außerordentlich fruchtbarer Zeitraum. Einer der bedeutendsten Vertreter dieser Entwicklung war der Gelehrte Phugpa Lhündrub Gyatsho (tib.: phug pa lhun grub rgya mtsho). Nach ihm wurde die wichtigste Schultradition der tibetischen Astronomie, die Phugpa-Schule (tib.: phug lugs), benannt. In seinem 1447 fertiggestellten, in Prosa verfassten Padma dkar-po'i zhal lung („Unterweisung des (Königs von Shambhala) Padma dkar po“) stellt er die neuen Ansätze eines astronomischen Gesamtbildes vor. Ergänzt wurden die umfangreiche Abhandlung des Phugpa Lhündrub Gyatsho durch mehrere Ergänzungstexte des Astronomen und Mathematikers Norsang Gyatsho (tib.: nor bzang rgya mtsho). Damit war ein Lehrgebäude geschaffen, dass sich durch folgende Hauptschwerpunkte auszeichnete:

### Theorie der mittleren Bewegung aller in Tibet bekannten Planeten
Mit der Theorie der mittleren Bewegung aller in Tibet bekannten Planeten, genannt „Analyse (der Bewegung der Planeten) nach den drei Tagesarten“ (tib.: zhag gsum rnam dbye), wurden zum einen mathematisch korrekte Rechenvorschriften zur Bestimmung der siderischen Umlaufzeiten (tib.: dkyil 'khor) für alle Planeten einschließlich von Sonne, Mond und Mondbahnknoten in natürlichen Tagen, Zodiak-Tagen und lunaren Tagen vorgelegt. Für Sonne und Mond wurden dazu einzig und allein die aus der Vimalaprabhā übernommenen Werte
A = {\displaystyle 1+{\frac {2}{65}}={\frac {67}{65}}} und
B = {\displaystyle 1-{\frac {1+{\frac {1}{707}}}{64}}}
verwendet und mit
{\displaystyle (360\cdot A)} die Umlaufzeit der Sonnen in lunaren Tagen und mit
{\displaystyle (360\cdot A\cdot B)} die Umlaufzeit der Sonnen in natürlichen Tagen
berechnet, wobei mit 360 die Umlaufzeit der Sonne in solaren Tagen angegeben wurde.
Für die siderischen Umlaufzeiten der Planeten Merkur, Venus, Mars, Jupiter und Saturn wurden die in natürlichen Tagen angegebenen Werte des Kālacakratantra verwendet.
Zum anderen enthält dieser Teil der Astronomie der Phugpa-Schule Berechnungen zur Veränderung der mittleren ekliptikalen Längen (tib.: rtag longs) aller Planeten pro natürlichen Tag, Zodiak-Tag und lunaren Tag.

### Die große Konjunktion und die Korrektur der Anfangswerte
Nach den Vorstellungen der indischen Astronomie findet die Weltgeschichte in großen Zeitzyklen, auch Weltzeitalter (vgl. Kalpa) genannt, statt, an deren Anfang alle beweglichen Himmelskörper die ekliptikale Länge 0 besitzen, also gleichsam am festgelegten Anfangspunkt der Ekliptik standen, und der Zeitpunkt auf den 1. Tag des 1. Monats des 1. Jahres eines Jahres-Zyklus fiel. Das Kālacakratantra als praktisches Rechenbuch verwendet als Epoche allerdings einen weniger weit zurücklegenden Zeitpunkt, nämlich den Beginn des Monats Caitra (tib.: nag zla ba) des Jahres 806. Die für diesen Zeitpunkt im Kālacakratantra angegebenen Anfangswerte waren somit natürlich nicht gleich 0. Gleichwohl enthält das Kālacakratantra Angaben zu Zeitperioden, an deren Anfang eine große Konjunktion stattgefunden haben soll.
Phugpa Lhündrub Gyatsho konnte zunächst mathematisch nachweisen, dass mit den Anfangswerten des Kālacakratantra das Ereignis einer großen Konjunktion (tib.: stong 'jug; „Eintritt in die Leere“) niemals stattfinden konnte.
Diesen grundsätzlichen Mangel im Zahlenwerk des Kālacakratantra erklärte er in Anlehnung an die Vimalaprabhā damit, dass die böswilligen Ungläubigen die Zahlenangaben des Buddha verfälscht hätten.
In Konsequenz schlug er eine Änderung der Anfangswerte vor, was insbesondere die Einschaltung von Schaltmonaten im tibetischen Kalender veränderte. Die Phugpa-Schule errechnete schließlich für den Zeitraum, der zwischen zwei großen Konjunktionen liegt, die fantastische Zahl von 279 623 511 548 502 090 600 Jahren. Dies sind in Zahlennamen ausgedrückt 279 Trillionen, 623 Billiarden, 511 Billionen, 548 Milliarde, 502 Millionen, 90 Tausend und 6 Hundert Jahre.

### Die Beobachtung der Sonnenwenden und die Krise der buddhistischen Astronomie
Für die tibetischen Astronomen spielte die Beobachtung des Sternhimmels eine völlig untergeordnete Rolle. Systematische Beobachtungen des Sternhimmels fanden jedenfalls nicht statt, wurde doch über ein von Buddha gelehrtes Rechensystem verfügt, mit dem die Veränderungen am Sternenhimmel berechnet werden konnte. Diese Einstellung wurde auch nicht durch die Tatsache getrübt, dass die überlieferte Astronomie zahlenmäßig verfälscht war.
Zwei Phänomene gab es allerdings, bei denen man sich der Beobachtung nicht entziehen konnte: Das eine war die Beantwortung der Frage, ob die errechneten Sonnen- und Mondfinsternisse auch tatsächlich stattfanden, was gelegentlich nicht der Fall war. Da das Eintreffen von Sonnen- und Mondfinsternisse wegen ihrer großen astrologischen Bedeutung durch öffentliche Anschläge vorher bekannt gemacht wurde, waren Fehlprognosen für die Astronomen außerordentlich peinlich.
In der zweiten Hälfte des 17. Jahrhunderts belegte die tibetische Regierung unter Sanggye Gyatsho Astronomen, die bezüglich der Sonnen- und Mondfinsternisse falsche Ankündigungen machten, mit Sanktionen. Als Reaktion hierauf wurden die öffentlichen Vorankündigungen durch die Astronomen eingestellt.
Ein weiteres astronomisches Phänomen, das traditionell beobachtet wurde, waren die Winter- und Sommersonnenwenden. Nach dem Kālacakratantra findet die Wintersonnenwende mit dem Eintritt der Sonne in das Tierkreiszeichen Steinbock und die Sommersonnenwende mit Eintritt der Sonne in das Tierkreiszeichen Krebs statt.
In seinem in der ersten Hälfte des 12. Jahrhunderts geschriebenen Werk Kālacakrāvatāra hatte der indische Lehrmeister Abhayākaragupta (1084–1130) eine Methode beschrieben, nach der anhand eines als Gnomon (tib.: thur shing) bezeichneten Messstabes der Zeitpunkt der Sonnenwenden gemessen werden konnte. Entsprechende Messungen ergaben nun, dass die Wintersonnenwende mit dem Eintritt der Sonne in das Tierkreiszeichen Schütze und die Sommersonnenwende mit dem Eintritt der Sonne in das Tierkreiszeichen Zwillinge stattfand.
Im Dezember 1466 und im Dezember 1467 führte Norsang Gyatsho begleitet von Zeugen erneut Messungen zur Bestimmung der Wintersonnenwenden durch. Er ermittelte, dass die Wintersonnenwende in beiden Jahren am 22. Dezember stattfand und zwar genau 7 Tage nach Eintritt der Sonne in das Tierkreiszeichen Schütze.
Diese gemessenen Abweichungen in den Zeitpunkten der Sonnenwenden von den Angaben im Kālacakratantra waren nicht mit dem Argument der Verfälschung durch Ungläubige zu erklären. War somit die von Buddha offenbarte Astronomie fehlerhaft?
Die Lösung der damit gegebenen Glaubwürdigkeitskrise ergab sich durch eine nähere Betrachtung des eigentümlichen Weltmodells der tibetischen Astronomie. Hiernach kreisten Sonne und Mond um einen zentralen Weltberg (vgl. Meru), in dessen Süden der dreieckige Kontinent Jambudvīpa (tib.: 'dzam bu gling) mit den Ländern Shambhala, China, Tibet und Indien usw. lag. Sommer- und Wintersonnenwenden wurden dadurch erklärt, dass die Sonne im Sommer hoch im Norden in der Nähe des Weltberges stand, während sie im Winter tiefer im Süden in größerer Entfernung um den Weltberg kreiste. Das hieraus entwickelte Modell der Sonnenbewegung führte zu dem Schluss, dass Winter- und Sonnenwenden in Ost-West-Richtung, also entsprechend der geographischen Länge, variierten.
Obwohl dies mit der Realität nicht in Einklang steht, versuchten die tibetischen Astronomen auf dieser Grundlage, die Abweichungen ihrer Messungen der Sonnenwenden von den Angaben im Kālacakratantra erklären. Da Buddha die Lehren vom „Rad der Zeit“ in Südindien verkündet hatte, war die geographische Länge Tibets mit mehr als 30 Längengraden östlich von Indien festzulegen. Somit wurde also aufgrund einer falschen Annahme über die Variation der Sonnenwenden Tibet geographisch nach Osten verlegt. Diese Lageveränderung hatte zusätzlich große Auswirkung auf den tibetischen Kalender.

### Grundlegende Veränderung der Rechenvorschriften für die Kalenderrechnung und Astronomie
Phugpa Lhündrub Gyatsho legte zwei grundsätzliche unterschiedliche Modelle zur Durchführung der Kalenderrechnung und der sonstigen astronomischen Berechnungen vor.
Im ersten Modell, exakte byed rtsis genannt, gab er eine Darstellung der Rechenvorschriften des Kālacakratantra, die er aber unter Beibehaltung der Anfangswerte von allen Verkürzungen und rechnerischen Abrundungen bereinigte.
Die Krönung seines wissenschaftlichen Werkes aber war die Vorlage einer Kalenderrechnung und weiterer astronomischer Berechnungen, die er unter der Bezeichnung grub rtsis als Rekonstruktion der wahren Rechenmethoden der von Buddha im Wurzeltantra gelehrten Astronomie vorlegte. Die wichtigste Grundlage bildeten hierbei insbesondere die Ergebnisse, die er im Rahmen seiner Theorie der mittleren Bewegung der Himmelskörper und im Zusammenhang mit seinen Berechnungen zur großen Konjunktion erzielt hatte.

## Die Blütezeit der Phugpa-Schule (17. – 18. Jahrhundert)

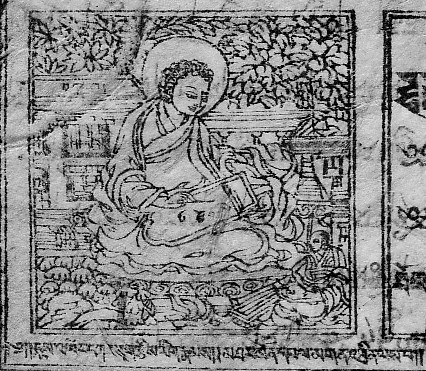
Der Astronom Pelgön Thrinle (2. Hälfte des 15. Jahrhunderts)

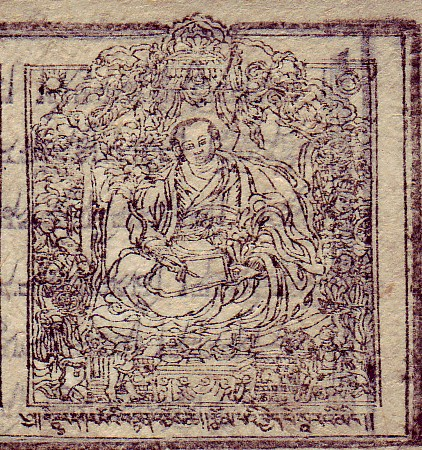
Der Regent und Astronom Sanggye Gyatsho

In der Nachfolge von Phugpa Lhündrub Gyatsho und Norsang Gyatsho kam es in der Phugpa-Schule zunächst zu Verfeinerungen der Rechenvorschriften zur Theorie der mittleren Bewegung der Himmelskörper. Zu erwähnen ist hier insbesondere der Astronom Pelgön Thrinle (tib.: dpal mgon 'phrin las), ein Neffe des berühmten Phugpa Lhüngrub Gyatsho. Er wirkte als Hofastronom der Phagmo-Drupa-Herrscher und war ein ausgezeichneter Kenner der Sinotibetischen Divinationskalkulationen. Von seinen zahlreichen Schriften ist insbesondere sein Werk zur Theorie der mittleren Bewegung der Himmelskörper hervorzuheben, welches unter dem Titel Zhag gsum rnam dbye mkhas pa'i yid 'phrog („Analyse nach den drei Tagesarten, die den Gelehrten den Verstand raubt“) die Grundlage für die entsprechenden Darlegungen des Regenten Sanggye Gyatsho im 17. Jahrhundert bildete.
Von entscheidender Bedeutung für den Aufstieg der Phugpa-Schule zur wichtigsten Schule der tibetischen Astronomie war aber die Verbindung mit der Politik des vom 5. Dalai Lama gegründeten neuen zentraltibetischen Staatswesens im 17. Jahrhundert. Sowohl der 5. Dalai Lama (1617–1682) wie auch sein Regent Sanggye Gyatsho (1653–1705) waren Anhänger der Phugpa-Schule, so dass der Grub-rtsis-Kalender dieser Schule zum offiziellen Kalender des neugegründeten Staatswesen wurde. Zudem veröffentlichte Sanggye Gyatsho mit seinem 1685 fertiggestellten Vaiḍūrya dkar-po eine umfassende Darstellung der Kalenderrechnung der Astronomie der Phugpa-Schule. Diese Veröffentlichung enthielt auch zahlreiche rechnerische Neuerungen.
Neben dem Vaiḍūrya dkar-po gibt es noch ein weiteres wichtiges Werk aus jener Blütezeit der Phugpa-Schule: Es handelt sich hierbei um eine Abhandlung des Nyingma-Gelehrten Lochen Dharmaśrī (1654–1717), die unter dem Titel rTsis kyi man ngag nyin mor byed pa'i snang ba („Unterweisung über Kalkulationskunde, Schein des Tagmachers (Sonne)“) veröffentlicht wurde. Diese Abhandlung wurde von Dharmaśrī im Jahre 1681 begonnen und erst 32 Jahre später am 3. April 1713 fertiggestellt. Dharmaśrī, der auch wegen seiner 1684 verfassten Abhandlung über Sinotibetische Divinationskalkulationen Bekanntheit erlangt hatte, wurde 1717 wegen seiner Zugehörigkeit zur Nyingma-Schule von den nach Tibet eingefallenen Dsungaren ermordet.

## Die Entwicklung der Tshurphu-Schule der tibetischen Astronomie (15. – 18. Jahrhundert)

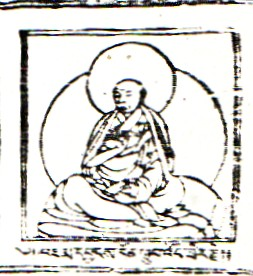
Der Astronom Döndrub Öser

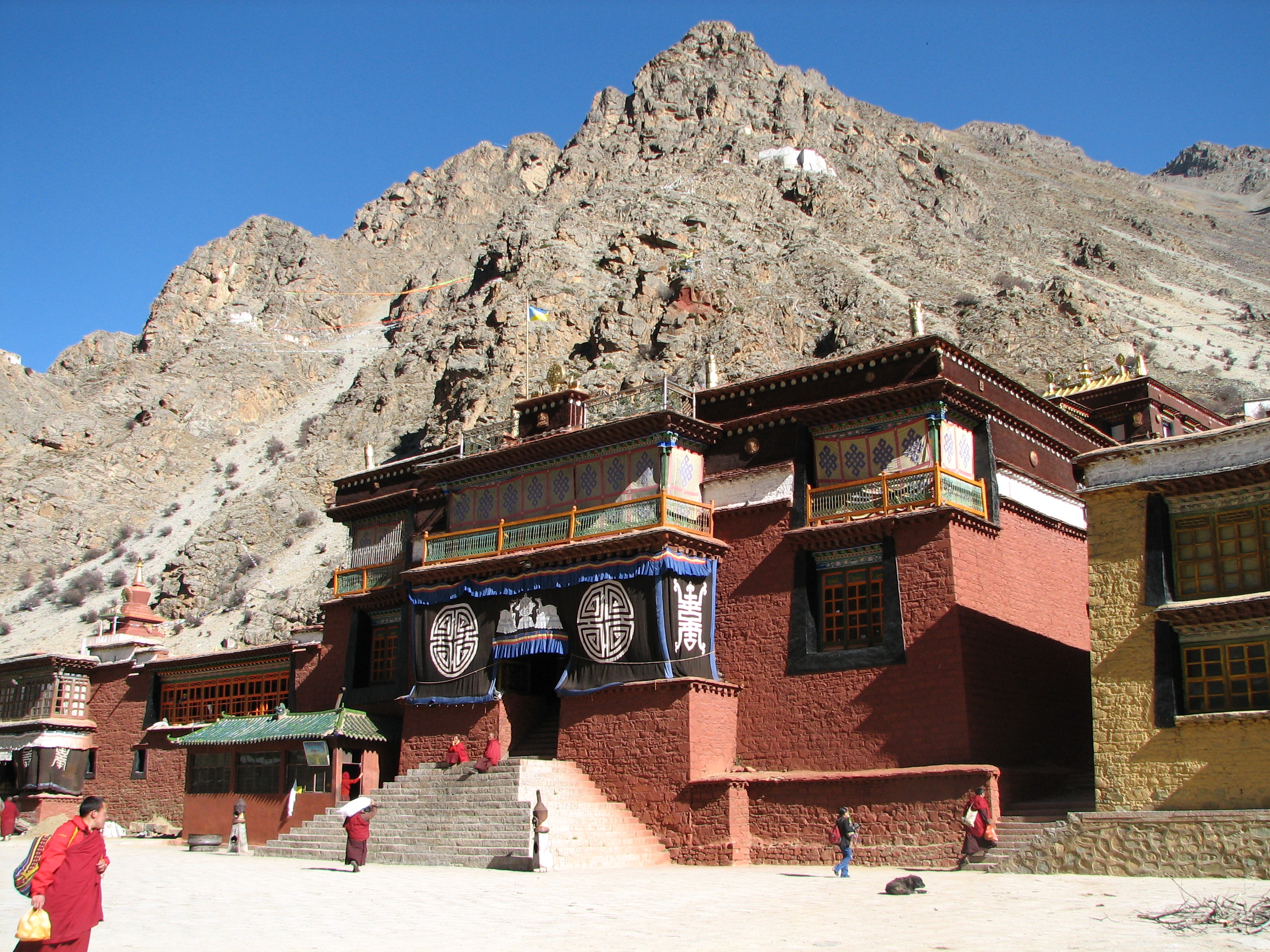
Das Kloster Tshurphu

Die Gelehrten der Phugpa-Schule waren nicht die einzigen Astronomen, die sich um eine Neugestaltung der tibetischen Astronomie bemühten. Insgesamt sollen von unterschiedlichen Gelehrten mehr als sechs verschiedene Lösungsvorschläge zur Berechnung der großen Konjunktion vorgelegt worden sein. Die zugehörigen Werke gelten bis auf eine Gruppe, nämlich die Schriften der Tradition der Tshurphu-Schule, als verloren gegangen.
Die Tshurphu-Schule (tib.: mtshur lugs) der tibetischen Astronomie wurde nach dem berühmten Karmapa-Kloster Tshurphu benannt. Als Begründer dieser Schule wird der oben erwähnte Karmapa Rangjung Dorje (1284–1339) angesehen, der 1318 sein Kompendium der Astrologie (tib.: rtsis kun bsdus pa) verfasste. Eine mit der Entstehung der Phugpa-Schule vergleichbare Entwicklung dieser Lehrtradition begann aber erst im 15. Jahrhundert.
Zu erwähnen ist hier der Gelehrte Tshurphu Jamyang Chenpo Döndrub Öser (tib.: mtshur phu 'jam dbyangs chen po Don grub 'od zer), der zur Lebenszeit des 5. Karmapa Deshin Shegpa um 1407 zum Abt des Klosters Tshurphu ernannt wurde und der dieses Amt bis 1449 innehatte. 1447, im Jahr der Fertigstellung des Padma dkar-po'i zhal lung durch Phugpa Lhündrub Gyatsho, vollendete Döndrub Öser sein Grundwerk über Astronomie, mit dem er die ursprünglichen Kalkulationen des Wurzel-Tantra zum Rad der Zeit darstellte. Diese Abhandlung ist leider bis heute noch nicht aufgetaucht.
Einen Überblick über die Besonderheiten der Astronomie der Tshurphu-Schule liefert ein 1732 von Karma Ngeleg Tendzin (tib.: karma nges legs bstan 'dzin) vorgelegtes Standardwerk dieser Schule, das Ngeleg Tendzin im großen osttibetischen Kloster Pelpung Thubten Chökhor Ling verfasste. Bezüglich der Theorie der mittleren Bewegung der Himmelskörper und den daraus zu ziehenden Schlussfolgerungen ergibt sich kein wesentlicher Unterschied zur Phugpa-Schule. Allerdings geht Ngeleg Tendzin bei der Berechnung der großen Konjunktion von anderen Werten aus. Dies hat zur Folge, dass alle Anfangswerte seiner astronomischen Rechnungen sich von denen der Phugpa-Schule unterscheiden. Entsprechend unterscheidet sich auch der Kalender dieser Schule von dem der Phugpa-Schule erheblich.